# 少年園
少年園（しょうねんえん）は、1888年から1895年にかけて出版されていた日本の児童雑誌。
児童に読み物を提供することを目的に小説、科学記事、時事評論などを総合的に掲載した日本初の児童向け総合雑誌であり、後発の児童雑誌・少年雑誌の編集方針にも影響を与えた。

## 創刊背景
先行する日本の児童雑誌として1877年創刊の『穎才新誌』があるが、同誌は読者である児童からの投稿文を中心とした投稿雑誌といえるものだった。1886年の学校令制定以降、学校に通う児童が増えるとともに、学校教育を補完するものとして文芸作品などの読み物を中心とする児童雑誌も求められ、このような時代背景の中、師範学校の教員経験もある文部省出身の山縣悌三郎によって1888年に『少年園』が創刊された。創刊号の発刊の辞では、児童向けの読み物が少ない現状を憂い、「学校課業の香味」となることを目指すなどと山縣悌三郎の教育思想が色濃く示されている。

## 誌面
菊判32ページで月2回刊行、創刊から終刊まで一貫して洋装の男女が木陰で本を読む絵が表紙に使われていた。論説を掲載する「少年園」、科学などの学習記事を掲載する「学園」、文学作品を掲載する「文園」、偉人の伝記や説話を掲載する「譚園」、時事報道や娯楽記事を掲載する「叢園」、読者投稿を掲載する「芳園」の6項目による誌面構成であり、イギリスの児童雑誌『「Little Folks』を参考にしたといわれている。定価は5銭。
坪内逍遥、尾崎紅葉、森鴎外、落合直文などの当時一流とされた文筆家や教育家が記事を寄稿しており、若松賤子の翻訳による「小公女」など日本国外の児童文学作品の翻訳・翻案作品も掲載された。
また、当時の学校では通学する児童の投稿が「芳園」に掲載されることは名誉なこととされていたこともあり、毎号大量の投稿が寄せられ、これを整理するため『少年文庫』（後に『文庫』と改題）という投稿文をまとめた雑誌も別に刊行されている。少年園や少年文庫の投稿者から伊良子清白や河井醉茗などの文庫派といわれる文学者集団も誕生する。

## 評価
日本初の本格的な児童雑誌と評価されており、本誌によって日本の児童雑誌・少年雑誌の原型が形作られた。本誌の編集主任だった高橋太華は1889年に創刊された『小国民』にも関与しており、また、有力寄稿者だった中川四明（中川霞城）によって1890年に『少年文武』が創刊されている。
文学史の面でも、当時の日本において貴重な創作発表の場となっており、幸田露伴の初期の児童文学作品である「鉄之鍛」が本誌で掲載されるなど文芸雑誌的な性格も持ち合わせていた。